# Tim Diederich
Tim Diederich, né le 18 juin 1989, à Mersch, est un coureur cycliste luxembourgeois.

## Biographie
Tim Diederich commence le cyclisme sur le tard, après avoir pratiqué le triathlon. Coureur amateur, il est instituteur dans une école primaire à Lenningen. 
En 2019, il participe à la Flèche du Sud puis au Tour de Luxembourg, en plein congés sportifs. Lors des championnats du Luxembourg, il remporte les deux titres mis en jeux chez les élites sans contrat pour la troisième année consécutive. Sur la course en ligne, il se classe quatrième toutes catégories confondues, après avoir résisté face à des coureurs professionnels comme Bob Jungels et Kevin Geniets.
En 2020, il termine cinquième du championnat du Luxembourg du contre-la-montre et remporte un nouveau titre national chez les élites sans contrat.

## Palmarès
- 2015
  - 3e du championnat du Luxembourg du contre-la-montre élites sans contrat
- 2016
  - 2e du championnat du Luxembourg du contre-la-montre élites sans contrat
- 2017
  -  Champion du Luxembourg élites sans contrat
  -  Champion du Luxembourg du contre-la-montre élites sans contrat
- 2018
  -  Champion du Luxembourg élites sans contrat
  -  Champion du Luxembourg du contre-la-montre élites sans contrat
  - 3e du championnat du Luxembourg sur route
- 2019
  -  Champion du Luxembourg élites sans contrat
  -  Champion du Luxembourg du contre-la-montre élites sans contrat
  - Tour de Wallonie amateurs :
    - Classement général
    - 1re et 4ea (contre-la-montre) étapes
- 2020
  -  Champion du Luxembourg du contre-la-montre élites sans contrat
- 2021
  -  Champion du Luxembourg du contre-la-montre élites sans contrat
  - 3e étape du Tour de Wallonie amateurs (contre-la-montre)
  - 2e du championnat du Luxembourg élites sans contrat
- 2022
  -  Champion du Luxembourg du contre-la-montre élites sans contrat
  - 2e du championnat du Luxembourg élites sans contrat
- 2023
  -  Champion du Luxembourg élites sans contrat
  -  Champion du Luxembourg du contre-la-montre élites sans contrat
- 2024
  -  Champion du Luxembourg du contre-la-montre élites sans contrat
  - Grand Prix de Tourteron
- 2025
  -  Champion du Luxembourg du contre-la-montre élites sans contrat
  - 2e du championnat du Luxembourg élites sans contrat

## Classements mondiaux
| Année           | 2016   | 2017 | 2018 | 2019 |
| --------------- | ------ | ---- | ---- | ---- |
| UCI Europe Tour | 1 481e | 915e | 639e | 772e |